# Podział administracyjny Botswany

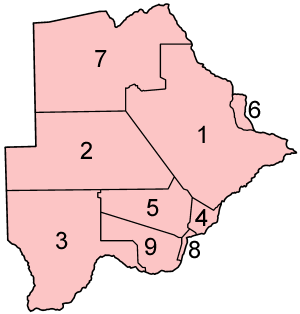
Podział administracyjny Botswany

Botswana podzielona jest administracyjnie na 9 dystryktów. One dzielą się z kolei na 21 poddystryktów i 7 tzw. gmin miejskich.
W 1957 roku Botswana (wówczas Beczuana) była podzielona na 12 dystryktów. Według danych statystycznych, w 1936 roku w Beczuanie mieszkało niecałe 266 tys. ludzi, zaś 10 lat później już 296 tys. osób. Liczba dystryktów oscylowała wokół tej granicy, by w końcu zmniejszyć się do 9.
Poniższa tabelka przedstawia dane statystyczne na podstawie spisu powszechnego za sierpień 2011.
| Lp.      | Dystrykt   | Stolica     | Powierzchnia w km² | Ludność (2011) |
| -------- | ---------- | ----------- | ------------------ | -------------- |
| 1        | Central    | Serowe      | 147,730            | 638,604        |
| 2        | Ghanzi     | Ghanzi      | 117,910            | 43,355         |
| 3        | Kgalagadi  | Tshabong    | 106,940            | 50,492         |
| 4        | Kgatleng   | Mochudi     | 7,960              | 91,660         |
| 5        | Kweneng    | Molepolole  | 35,890             | 304,549        |
| 6        | North East | Francistown | 5,120              | 159,225        |
| 7        | North West | Maun        | 129,930            | 175,631        |
| 8        | South East | Gaborone    | 1,780              | 345,613        |
| 9        | Southern   | Kanye       | 28,470             | 215,775        |
| Łącznie: | Łącznie:   | Łącznie:    | 581,730            | 2,024,904      |